# Michelangelo Pistoletto
Michelangelo Pistoletto (Biella, Piamonte; 25 de junio de 1933) es un artista y teórico del arte italiano, considerado uno de los principales representantes del Arte Povera.
Normalmente, en sus obras trabaja con el happening, la acción o puesta en escena, a la que concede casi tanta importancia como a la obra en sí. Usa materiales de todo tipo, muchos de ellos procedentes de la vida cotidiana, desde ropa, periódicos usados, madera o cartón. La utilización de espejos, sobre los que actúa, pinta imágenes o simplemente coloca de determinada forma, es uno de sus temas recurrentes.
Algunas de sus obras se conservan en museos de arte contemporáneo de todo el mundo, como la Tate Gallery de Londres o el Museo Reina Sofía de Madrid.

## Biografía
Michelangelo Pistoletto comenzó a trabajar con su padre, que era restaurador de pinturas, en el año 1946. Su inquietud creadora comenzó muy temprano, pintando autorretratos sobre tela a la que añade una imprimación que le da apariencia metálica y reflectante. Presentó sus obras, primero a nivel local (Bienal de San Marino de 1959, Galería Galatea de Turín, 1959), y posteriormente en Estados Unidos o Sao Paulo, en cuya Bienal de 1967 fue premiado.
Ya en esta primera época experimentó con diversas técnicas, desde la impresión sobre espejos a la escultura con materiales inusuales. Posteriormente, hacia 1969, su interés se centró preferentemente en el happening, la performance, la representación teatral o el vídeo-arte, soportes de la creación artística menos convencionales.
Durante la década de 1960, Pistoletto comenzó a recoger pedazos de textil o ropa, que luego incorporaba a sus obras a modo de reivindicación de la vida cotidiana. En esta época, realiza muros con ladrillos envueltos en tela, o rodea la copia de una estatua clásica con textiles multicolor (su famosa Venus de los trapos), convirtiéndose en uno de los máximos exponentes del Arte povera, una tendencia artística que propone obras de arte a partir de materiales humildes y accesibles. A partir del año 1970, su actividad se expande a la crítica y teoría del arte, cuando escribe L'uomo nero, investigación sobre el arte conceptual.
En esa década, abandona en gran parte las artes plásticas para dedicarse al mundo del teatro. 
En el año 1996, creó la Cittadelarte/Fondazione Pistoletto, cerca de su localidad natal, proyecto en el que pretende integrar las diversas disciplinas artísticas entre sí e imbricarlas profundamente en la vida, a modo de obra de arte total. En 2009, Michelangelo Pistoletto y Salvatore Garau exponen juntos en la exposición "Di tanto mare. Salvatore Garau - Michelangelo Pistoletto".

## Obras destacadas
- Rosa bruciata (Rosa quemada), 1965
- La nada, 1967
- Con temp l’azione, 1967[6]
- Venere di stracci (Venus de los trapos), 1968 (Tate Modern, Londres)
- Palla di Giornali (Mappamondo) (Bola de periódicos, Mapamundi), 1966-68
- Le trombe del Giudizio (Las trompetas del Juicio), 1968 (Museo Reina Sofía, Madrid)
- L'etrusco (El etrusco), 1976
- Uomo che lancia un sasso (Hombre que lanza una piedra), 1962-2010
- Terzo Paradiso (Tercer paraíso) (Il bosco di San Francesco, Asís)